# Тапия, Фернандо
Ферна́ндо Тапи́я Ме́ндес (исп. Fernando Tapia Méndez; род. 17 июня 2001) — мексиканский футболист, вратарь клуба «Керетаро», выступающий на правах аренды за клуб «УАНЛ Тигрес».

## Клубная карьера
Тапия — воспитанник столичного клуба «Америка». В начале 2023 года Фернандо на правах аренды перешёл в «Венадос». 23 февраля в матче против «Алакранес де Дуранго» он дебютировал в Лиге Ассенсо. Летом того же года Тапия был арендован «Керетаро». 16 июля в матче против «Атлетико Сан-Луис» он дебютировал в мексиканской Примере.

## Международная карьера
В 2023 году в составе олимпийской сборной Мексики Тапия принял участие в домашних Панамериканских играх. На турнире он сыграл в матчах против команд Чили, Доминиканской Республики, Уругвая, Бразилии и США.